# سيرغي تريفونوفيتش
سيرغي تريفونوفيتش (بالصربية: Сергеј Трифуновић)‏ هو ممثل صربي، ولد في 2 سبتمبر 1972 بموستار في البوسنة والهرسك.

## أعمال

### أفلام
- (2007) التالي[4]
- (2010) فيلم صربي
- (2012) الغراب
- (2014) حسب ترتيب الاختفاء[5][6]

## وصلات خارجية
- هاها تريفونوفيتش على موقع IMDb (الإنجليزية)
- هاها تريفونوفيتش على موقع ألو سيني (الفرنسية)
- هاها تريفونوفيتش على موقع أول موفي (الإنجليزية)
- هاها تريفونوفيتش على موقع قاعدة بيانات الأفلام السويدية (السويدية)
- هاها تريفونوفيتش على موقع قاعدة بيانات الفيلم (الإنجليزية)
- هاها تريفونوفيتش على موقع كينوبويسك (الروسية)